# Juventus Italia Football Club 1912-1913
Questa pagina raccoglie i dati riguardanti la Juventus Italia Football Club nelle competizioni ufficiali della stagione 1912-1913.

## Stagione
In questa stagione la Juventus Italia disputa il suo primo campionato; quello di Promozione Lombarda. Si classifica al secondo posto ottenendo la promozione in Prima Categoria.

## Rosa
| N. |                   | Ruolo | Calciatore         |
| -- | ----------------- | ----- | ------------------ |
|    | Italia (bandiera) | D     | Giuseppe Agostoni  |
|    | Italia (bandiera) | A     | Piero Agostoni     |
|    | Italia (bandiera) | C     | Boretto            |
|    | Italia (bandiera) | A     | Roberto Cozzi      |
|    | Italia (bandiera) | C     | Coriolano Del Cero |
|    | Italia (bandiera) | C     | Giuseppe Di Sessa  |
|    | Italia (bandiera) | P     | Egidio Fontana     |
|    | Italia (bandiera) | A     | Gianantonio Maggi  |

| N. |                   | Ruolo | Calciatore       |
| -- | ----------------- | ----- | ---------------- |
|    | Italia (bandiera) | D     | Ermete Meacci    |
|    | Italia (bandiera) | C     | Umberto Milocco  |
|    | Italia (bandiera) | C     | Aldo Montanari   |
|    | Italia (bandiera) | D     | Cesare Paltenghi |
|    | Italia (bandiera) | A     | Gaspare Sacchi   |
|    | Italia (bandiera) | D     | Giuseppe Sessa   |
|    | Italia (bandiera) | A     | Tolomeo Tognasso |
|    | Italia (bandiera) | A     | Clemente Vitale  |

## Fonti e bibliografia
- Gianfranco Usuelli e Giancarlo Menotti, 80° Calcio Como 1907-1987, edito dalla (La Provincia di Como) per conto del Como Calcio, Como 1987, p. 18 (unico libro del Como con i tabellini).